# Huautla de Jiménez
Huautla de Jiménez es una población del estado mexicano de Oaxaca. Que es parte del municipio de Huautla de Jiménez y el Distrito de Teotitlán, dentro de la Región Sierra de Flores Magón.
Forma parte, desde el año 2015, del programa Pueblos Mágicos. Esto se debe principalmente a su turismo psicodélico por la asociación con María Sabina (1894-1986), curandera mazateca que empleaba hongos psilocibios en sus rituales chamánicos.

## Toponimia
El nombre Huautla probablemente proviene de Cuauhtlan, que puede significar "lugar junto a las águilas" o bien "bosque" en náhuatl (confróntese con Cuautla de Morelos). El epíteto "de Jiménez" se refiere al general Mariano Jiménez, quien le otorgó a Huautla la categoría de villa y fue en 1864 el primer gobernador de Oaxaca en visitar la región.

## Historia
De la historia del pueblo mazateco poco se conoce con exactitud. Una versión está basada en la interpretación de los anales de Quauhtinchan, según los cuales descienden de los nonoalcas-chichimecas.  Estos habrían emigrado de Tula a principios del siglo XII, fundando pueblos en la cercanía de Huautla, entre ellos Mazatlán y Chilchotla, en la Sierra Mazateca; así como Teotitlán y posiblemente Ixcatlán en la parte baja.
Otra versión[¿cuál?] refiere que la región se encontraba habitada por los mazatecos desde antes de la llegada de los nonoalcas-chichimecas, habiendo llegado a ella procedentes de oriente después de un largo peregrinaje hacia el año 890 de nuestra era. Según la misma versión, durante 280 años los mazatecos vivieron en paz y en forma independiente, hasta que en 1170 arribaron los nonoalcas-chichimecas que los sometieron. Hacia el año 1300 se liberaron del dominio de estos y se fundaron dos señoríos: el de la parte baja o del oriente que abarcaba los actuales San Pedro Ixcatlán, San José Independencia, San Miguel Soyaltepec y San Felipe Jalapa de Díaz; y el de la parte alta o del poniente, que comprendía a Huautla y pueblos aledaños.
Se estima que la fundación de Huautla se produjo entre los años de 1120 y 1375 por tribus mazatecas. Tras obtener el título de "villa" en 1864, Huautla fue llamada "ciudad" en 1926 y "ciudad indígena" al año siguiente.
Un capítulo negro de la historia de Huautla se dio el 3 de junio de 1962, cuando el expresidente municipal y líder cafetalero Erasto Pineda fue asesinado en el paraje Rancho de Cura. Pineda (n. 1903) había sido un conocido defensor de los derechos de los indígenas e introductor del Instituto Nacional Indigenista en la región. Hoy en día hay un altar dedicado a la memoria de Pineda cerca del lugar de su asesinato.

## Cultura y turismo

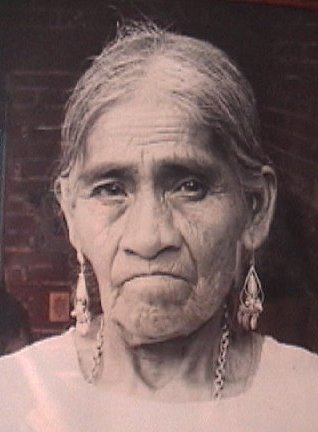
María Sabina, sacerdotisa indígena

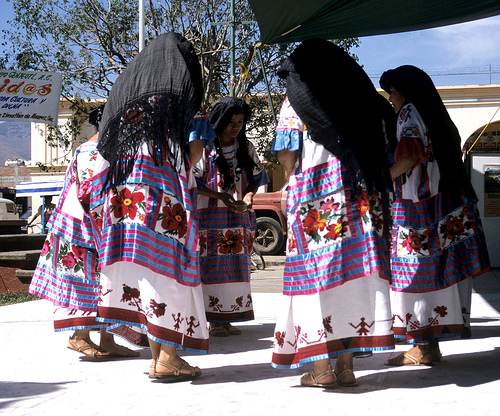
Mujeres mazatecas bailando un tradicional son mazateco

Existe en Huautla de Jiménez una sola iglesia, dedicada a San Juan Evangelista. No obstante, la vida religiosa, muchas veces mezclada con elementos indígenas, tiene una gran importancia en la región. La ciudad es sede de la Prelatura territorial de Huautla. Entre las principales festividades religiosas se encuentran la del Señor de las Tres Caídas (tercer viernes de Cuaresma); la de la Virgen de la Natividad (7 y 8 de septiembre); así como la de Nuestra Señora de Juquila (7 y 8 de diciembre).
Gran parte de la actividad turística de Huautla se centra en los rituales chamánicos con uso de hongos psilocibios, principalmente las variedades Psilocybe mexicana (pajarito), P. caerulescens (derrumbe), P. cubensis (San Isidro) y Conocybe siligineoides (hongo alucinógeno). Esta actividad dio inicio a mediados del siglo XX alrededor de figuras como María Sabina, que en su época fue duramente tratada por "comerciar" con la cultura mazateca. Sin embargo, hoy es una figura reverenciada en el pueblo: existe una estatua en su honor en la calle principal, y hace algunos años abrió sus puertas un museo en la casa en la que vivió. Además, en el mes de julio suele tener lugar un festival cultural alrededor de la historia chamánica del lugar.

## Idioma mazateco
En 1937 el téologo y lingüista canadiense Florence Cowan escribió uno de los primeros reportes sobre el mazateco de Huautla de Jiménez. En el documento destaca el carácter aglutinante de esta lengua (es decir, el hecho de que se puedan formar nuevas palabras añadiendo prefijos y sufijos a sustantivos y verbos); además de algunas notas sobre el pronombre reflexivo en compañía de la palabra yau 'carne' o 'cuerpo' en la frase 'me veo' la cual se decía tikotse yauna, lo que literalmente significa 'veo mi carne', 'veo mi cuerpo'. En 1950 se publicó un libro de frases mazateco-español de la viariante de Huautla de Jiménez.